# Història de la mecànica quàntica

El model quàntic de l'àtom de Niels Bohr desenvolupat a 1913, que va incorporar una explicació a la fórmula de Johannes Robert Rydberg de 1888; la hipòtesi quàntica de Max Planck de 1900, és a dir, que els radiadors d'energia atòmica tenen valors d'energia discreta, el model de J. J. Thomson a 1904, el postulat de llum quàntica de Albert Einstein a 1905 i el descobriment en 1907 del nucli atòmic positiu fet per Ernest Rutherford.

La història de la mecànica quàntica  entrellaçada amb la  història de la química quàntica  comença essencialment amb el descobriment dels raigs catòdics realitzat per Michael Faraday el 1838, la introducció del terme cos negre per Gustav Kirchhoff l'hivern de 1859-1860, el suggeriment fet per Ludwig Boltzmann el 1877 sobre la discretització dels estats d'energia d'un sistema físic, i la hipòtesi quàntica de Max Planck el 1900, que deia que qualsevol sistema de radiació d'energia atòmica podia teòricament ser dividit en un nombre d'elements d'energia discrets {\displaystyle E\,}, de forma que cadascun d'aquests elements d'energia fos proporcional a la freqüència {\displaystyle \nu \,}, amb les que cadascun d'ells podia irradiar energia de manera individual, resumit en la fórmula: {\displaystyle E=h\nu \,}, on {\displaystyle h\,} és un valor numèric anomenat constant de Planck. Llavors, en 1905, per explicar l'efecte fotoelèctric (1839), és a dir, el fet que llum il·luminant certs materials pot expulsar electrons del material, Albert Einstein va postular basant-se en la hipòtesi quàntica de Planck, que la llum en si està composta de partícules quàntiques individuals, les quals més tard van ser anomenades fotons (1926). La frase "mecànica quàntica" va ser usada per primera vegada en el paper de Max Born anomenat Zur Quantenmechanik (La Mecànica Quàntica). En els anys que segueixen, aquesta base teòrica lentament va començar a ser aplicada a estructures, reaccions i enllaços químics.

## Història
En 1900 el físic alemany Max Planck va introduir la idea que l'energia estava quantitzada, a fi de derivar una fórmula per la dependència de la freqüència observada amb l'energia emesa per un cos negre. El 1905, Einstein va explicar l'efecte fotoelèctric per un postulat sobre que llum, o més específicament tota la radiació electromagnètica, pot ser dividida en un nombre finit de "quants d'energia", que són localitzats com a punts en l'espai. De la introducció del paper de quàntica On a heuristic viewpoint concerning the emission and transformation of light (Un punt de vista heurístic relacionat amb l'emissió i transformació de la llum) de març de 1905:
| «                 | D'acord amb els supòsits a ser-hi incloses, quan un raig de llum s'està propagant des d'un punt, l'energia no està distribuïda contínuament sobre espais cada vegada més grans, però està constituïda d'un nombre finit de quants d'energia que són localitzats en punts en l'espai, movent-se sense dividir-se i podent ser absorbits o generats només en el seu conjunt. | » |
| — Albert Einstein | |   |

Aquesta sentència ha estat anomenada la sentència més revolucionària escrita per un físic en el segle vint. Aquests quants d'energia serien anomenats més tard fotons, un terme introduït per Gilbert N. Lewis a 1926. La idea que cada fotó havia de consistir d'energia en termes de quants va ser un notable èxit, ja que efectivament va eliminar la possibilitat que la radiació d'un cos negre arribés energia infinita, el que es va explicar en termes de formes d'ona només. El 1913, Bohr va explicar les línies espectrals d'àtom d'hidrogen, novament utilitzant quantització, en el seu paper  On the Constitution of Atoms and Molecules  (Sobre la Constitució d'Àtoms i Molècules), publicat a juliol de 1913.
Aquestes teories, encara que reeixides, van ser estrictament fenomenològiques: no hi ha justificació rigorosa per a la quantització (de costat, potser, per a la discussió de Henri Poincaré sobre la teoria de Planck en el seu paper de 1912,  Sur la théorie des quanta  (Sobre la teoria quàntica)). Són conegudes mundialment com l'antiga teoria quàntica.
La frase "física quàntica" va ser usada per primera vegada en  Planck's Universe in Light of Modern Physics  (L'Univers a Luz de la Física Moderna de Planck), de Johnston a 1931.
En 1924, el físic francès Louis-Victor de Broglie presenta la seva teoria d'ones de matèria, per la qual s'indica que les partícules poden exhibir característiques d'ona i viceversa. Aquesta teoria va ser per a una partícula simple i derivada de la teoria especial de la relativitat. Basant-se en el plantejament de De Broglie, va néixer la mecànica quàntica moderna en 1925, quan els físics alemanys Werner Heisenberg i Max Born desenvolupar la mecànica matricial i el físic austríac Erwin Schrödinger inventar l'mecànica d'ones i l'equació de Schrödinger no relativista com una aproximació al cas generalitzat de la teoria de Broglie. Schrödinger posteriorment va demostrar que ambdós enfocaments eren equivalents.
Heisenberg va formular el seu principi d'incertesa a 1927, i la interpretació de Copenhaguen comença a prendre forma a prop de la mateixa data. A partir de 1927, Paul Dirac comença el procés d'unificació de la mecànica quàntica amb la relativitat especial proposant l'equació de Dirac per l'electró. L'equació de Dirac arriba a la descripció relativista de la funció d'ona d'un electró que Schrödinger no va poder obtenir. Prediu l'espín electrònic i ajuda a predir l'existència del positró. Va ser pioner també en l'ús de la teoria de l'operador, incloent la influent notació cor-Chete descrit en el seu famós llibre de 1930. Durant el mateix període, el matemàtic hongarès John von Neumann va formular la rigorosa base matemàtica per a la mecànica quàntica de la teoria dels operadors lineals en els espais de Hilbert, descrit en el seu igualment famós llibre de 1932. Aquests, com molts altres treballs del període fundacional encara segueixen en peu, i són altament utilitzades.
En el camp de la química quàntica van ser pioners els físics Walter Heitler i Fritz London, que van publicar un estudi dels enllaços covalents de la molècula d'hidrogen a 1927. La química quàntica va ser posteriorment desenvolupada per un gran nombre de científics, incloent el teòric químic nord-americà de Cal Tech Linus Pauling, i John C. Slater en diverses teories com ara la teoria de l'orbital molecular o teoria de valències.
A partir de 1927, es va intentar aplicar la mecànica quàntica als camps en comptes de partícules simples, resultant en què van ser conegudes les teories quàntiques de camp. Els primers que van treballar en aquesta àrea van ser Dirac, Pauli, Weisskopf i Jordan. Aquesta àrea de recerca va culminar en la formulació de l'electrodinàmica quàntica per Feynman, Dyson, Schwinger i Tomonaga durant els 40 '. L'electrodinàmica quàntica és una teoria quàntica d'electrons, positrons i camp electromagnètic, i va servir com un model per a posteriors teories de camp quàntic. La teoria de la cromodinàmica quàntica va ser formulada al començament dels 60 '. La teoria com la coneixem avui en dia va ser formulada per Politzer, Gross i Wilczek a 1975. Basant-se en el treball pioner de Schwinger, Higgs, Goldstone, Glashow, Weinberg i Salam, independentment van mostrar com la força nuclear feble i l'electrodinàmica quàntica podien fusionar-se en una sola força electro-feble.

### Cronologia
La següent taula mostra els passos i persones claus en el desenvolupament de la mecànica quàntica i la química quàntica:
| Data | Persona                 | Contribució |
| 1771 | Luigi Galvani           | Va notar que els músculs de les granotes mortes es movien lleugerament quan els colpejava amb un descarregador elèctric, al que es va referir com "electricitat animal". |
| 1800 | Alessandro Volta        | Inventar la pila voltaica o bateria, específicament per refutar la teoria de l'electricitat animal de Galvani. |
| 1838 | Michael Faraday         | Usant la bateria de Volta va descobrir els raigs catòdics quan, durant un experiment va passar corrent a través d'un tub de vidre ple d'un aire enrarit i va notar un estrany arc de llum començant al ànode (elèctrode positiu) i finalitzant al càtode (elèctrode negatiu). |
| 1852 | Edward Frankland        | Va iniciar la teoria de valencia, proposant que cada element fos una específica "combinació de poder". Per exemple, alguns elements com el nitrogen tendeixen a combinar-se amb altres tres elements (per exemple {\displaystyle NO_{3}}), mentre que altres podrien tendir a combinar-se amb cinc ({\displaystyle PO_{5}}), i que cada element que s'esforça per complir amb la seva quota de combinació de poder (valencia) per tal de satisfer les seves afinitats. |
| 1859 | Gustav Kirchhoff        | Declarar el "problema del cos negre": com la intensitat de la radiació electromagnètica emesa per un cos negre depèn de la freqüència de la radiació i de la temperatura del cos? |
| 1877 | Ludwig Boltzmann        | Va suggerir que els estats d'energia d'un sistema físic haurien de ser discrtos. |
| 1879 | William Crookes         | Va mostrar que els raigs catòdics (1938), a diferència dels raigs de llum, poden ser doblats en un camp magnètic. |
| 1885 | Johann Jakob Balmer     | Va descobrir que les quatre línies visibles de l'espectre de l'hidrogen podien ser assignades senceres a una sèrie. |
| 1888 | Johannes Robert Rydberg | Va modificar la fórmula de Balmer per incloure les altres sèries de línies i produir la fórmula de Rydberg. |
| 1891 | Alfred Werner           | Va proposar una teoria de afinitat i valencia en la qual l'afinitat és una emissió de força atractiva del centre de l'àtom la qual actua uniformement des d'allà cap a totes les parts de la superfície esfèrica de l'àtom central. |
| 1892 | Heinrich Rudolf Hertz   | Va mostrar que els raigs catòdics (1838) podien passar a través de fulles primes de làmines d'or i produir una apreciable lluminositat dels cristalls darrere d'ells. |
| 1896 | Henri Becquerel         | Va descobrir la "radioactivitat", un procés en el qual, a causa de la desintegració nuclear, certs elements o isòtops espontàniament emeten una de les tres entitats energètiques: partícules alfa (càrrega positiva), partícules beta (càrrega negativa) i partícules gamma (càrrega neutral). |
| 1897 | Joseph John Thomson     | Va mostrar que els raigs catòdics (1838) es corben sota la influència d'un camp elèctric i un camp magnètic i per explicar això el va suggerir que els raigs catòdics estan negativament carregats de partícules elèctriques subatòmiques o corpuscles " (electrons), trets de l'àtom, i en 1904 va proposar el model del "púding de pruna, en el qual els àtoms tenen una massa amorfa (púding) positivament carregada com un cos encastat amb electrons negativament carregats (prunes) dispersos en la seva totalitat en la forma d'anells rotant de manera no aleatòria. |
| 1900 | Max Planck              | Per explicar la radiació de cos negre, va suggerir que l'energia electromagnètica podria ser emesa només en forma quantitzada, és a dir, l'energia només podria ser un múltiple d'una unitat elemental de {\displaystyle E=hf}, on {\displaystyle h} és la constant de Planck i {\displaystyle f} la freqüència de la radiació. |
| 1902 | Gilbert N. Lewis        | Per explicar la regla de l'octet (1893), va desenvolupar la teoria de l'àtom cúbic, en el qual els electrons en la forma de punts estaven situats a la cantonada d'un cub i va suggerir que els enllaços simples, dobles i triples es donen quan dos àtoms es mantenen units per múltiples parells d'electrons (un parell per cada enllaç) localitzat entre els dos àtoms (1916). |
| 1904 | Richard Abegg           | Va notar l'existència d'un patró entre la diferència numèrica de la màxima valència positiva, com+6 per {\displaystyle H_{2}SO_{4}}, i la màxima valència negativa, com -2 per {\displaystyle H_{2}S}, d'un element que tendeix a ser de vuit (regla d'Abegg). |
| 1905 | Albert Einstein         | Per explicar l'efecte fotoelèctric, és a dir, l'emissió d'electrons per un material quan se l'il·lumina amb radiació electromagnètica, va postular que la llum està formada per partícules quàntiques individuals (fotons), basant-se en la hipòtesi quàntica de Planck (1900). |
| 1907 | Ernest Rutherford       | Per testejar el model del púding de prunes (1904), ell va disparar partícules alfa (positivament carregades) en una làmina d'or i va notar que alguns es tornaven, la qual cosa demostra que els àtoms tenen un petit nucli atòmic carregat positivament en el seu centre. |
| 1913 | Niels Bohr              | Per explicar la fórmula de Rydberg (1888), la qual modela correctament l'espectre de l'emissió de llum de l'àtom d'hidrogen, va postular la hipòtesi sobre que els electrons carregats negativament giren al voltant d'un nucli positiu carregat en certes distàncies "quàntiques" fixes, i que cada un d'aquestes "òrbites esfèriques" tenen una energia específica associada de tal manera que els moviments d'electrons entre les òrbites requereix emissions "quàntiques" o absorcions d'energia.                                                                        |
| 1916 | Arnold Sommerfeld       | Per descriure l'efecte Zeeman, és a dir, que l'absorció atòmica o emissió de línies espectrals canviïn quan la llum en primer lloc brilla a través d'un camp magnètic, va suggerir que hi podria haver "òrbites el·líptiques" en els àtoms a més de les esfèriques. |
| 1919 | Irving Langmuir         | Basant-se en el treball de Lewis (1916), va encunyar el terme "Covalència" i va postular que els enllaços de coordinació ocorren quan un parell d'electrons provenen del mateix àtom. |
| 1922 | Stern i Gerlach         | l'experiment de Stern-Gerlach detecta valors discrets de moments angulars per als àtoms en l'estat base passant a través d'un camp magnètic no homogeni, conduint al descobriment dl'espín de l'electró. |
| 1923 | Louis-Victor de Broglie | Postular que els electrons en moviment estan associats a longituds d'ona que estan donades per la constant de Planck {\displaystyle h} dividida pel momentum de {\displaystyle mv=p} dl'electró: {\displaystyle \lambda =h/mv=h/p}. |
| 1925 | Friedrich Hund          | Resumir la "regla de màxima multiplicitat", la qual estableix que quan els electrons són agregats successivament a un àtom com molts nivells o òrbites, són ocupats per separat abans de qualsevol aparellament d'electrons a diferència del que passa amb l'espín, i fa la distinció que els electrons interns en les molècules romanen en els orbitals atòmics i només els electrons de valència són necessitats per estar en els orbitals moleculars embolicats en ambdós nuclis.                                                                                         |
| 1925 | Wolfgang Pauli          | Resumir el "principi d'exclusió de Pauli", que diu que dos fermions idèntics no poden ocupar el mateix estat quàntic de manera simultània. |
| 1926 | Erwin Schrödinger       | Usant el postulat de De Broglie sobre les ones d'electrons (1924), va desenvolupar una "equació d'ona" que representa matemàticament la distribució d'una càrrega d'un electró distribuït a través de l'espai, sent esfèriques simètrica o prominent en certes direccions, és a dir, dirigida als enllaços de valència, la qual va donar el correcte valor per a les línies espectrals de l'àtom d'hidrogen. |
| 1927 | Walter Heitler          | Usà l'equació d'ona de Schrödinger (1926) per mostrar com dos àtoms hidrògens s'uneixen a funció d'ones, amb més, menys i termes d'intercanvi, per formar un enllaç covalent. |
| 1927 | Robert S. Mulliken      | El 1927 Mulliken treballar en conjunt amb Hund per desenvolupar una teoria orbital molecular, on els electrons són assignats als estats que s'estenen sobre tota la molècula, i el 1932 va introduir moltes noves terminologies d'orbitals moleculars, com l'enllaç sigma, enllaç pi i enllaç delta. |
| 1928 | Linus Pauling           | Resumir la naturalesa dl'enllaç químic, utilitzant el model de mecànica quàntic de l'enllaç covalent de Heitler (1927) per establir les bases de la mecànica quàntica per a tot tipus d'estructures i enllaços moleculars, i suggerir que diferents tipus d'enllaços en molècules poden ser igualats pel ràpid desplaçament d'electrons, un procés anomenat "ressonància" (1931), com les resonacias híbrides contenint contribucions de diferents configuracions electròniques possibles.                                                                                   |
| 1929 | John Lennard-Jones      | Introduir una aproximació de la combinació lineal d'orbitals atòmics per al càlcul de orbitals moleculars. |
| 1932 | Werner Heisenberg       | Va aplicar la teoria de pertorbació per al problema dels dos electrons i va mostrar com derivats de la ressonància de l'intercanvi d'electrons podia explicar la interacció d'intercanvi. |
| 1938 | Charles Coulson         | Va realitzar el primer càlcul precís d'una funció d'ona d'orbitals moleculars amb la molècula d'hidrogen. |
| 1951 | Roothaan i Hall         | Van obtenir les equacions de Roothaan-Hall, posant rigorosos mètodes d'orbitals moleculars sobre una sòlida base. |

### Primers experiments
- L'experiment de la doble escletxa de Thomas Young va demostrar l'ona natural de la llum (c. 1805).
- Henri Becquerel va descobrir la radioactivitat (1896).
- L'experiment del tub de raigs catòdics de Joseph John Thomson (va descobrir l'electró i la seva càrrega negativa) (1897).
- L'estudi de la radiació de cos negre entre els anys 1850 i 1900, la qual cosa no podia ser explicat sense els conceptes quàntics.
- L'efecte fotoelèctric: Explicat per Einstein el 1905 (per la qual cosa rebria el Premi Nobel) usant els conceptes de fotons, partícules de llum amb energia quantitzada.
- L'experiment de la gota d'oli de Robert Andrews Millikan, el qual mostrava que la càrrega elèctrica passa en unitats senceres de (femto)amperes (1909).
- L'experiment de la làmina d'or d'Ernest Rutherford refuta el model del "púding de prunes" de l'àtom, el qual suggeria que la massa i la càrrega positiva dels àtoms estan gairebé uniformement distribuïts (1911).
- Otto Stern i Walter Gerlach van portar a terme l'experiment de Stern-Gerlach, el qual va demostrar la naturalesa quantitzada de l'espín de les partícules.
- Clinton Joseph Davisson i Lester Germer van demostrar la naturalesa d'ona de l'electró[3] en l'experiment de la difracció d'electrons (1927).
- Clyde Cowan i Frederick Reines confirmen l'existència del neutrí a l'experiment del neutrí (1955).
- L'experiment de la doble escletxa de Claus Jönsson amb electrons.
- L'efecte quàntic de Hall, descobert per Klaus von Klitzing el 1980. La versió quantitzada de l'efecte Hall que va permetre la definició d'un nou estàndard pràctic per a la resistència elèctrica i per a una determinació independent extremadament precisa de la constant d'estructura fina.
- La verificació experimental d'entrellaçament quàntic realitzada per Alain Aspect el 1982